# Espace de Stone

Un ensemble fini de points isolés les uns des autres est un exemple d'espace de Stone.

En mathématiques, plus précisément en topologie, un espace de Stone, ou espace profini, est un espace topologique compact qui est « le moins connexe possible », au sens où l'ensemble vide et les singletons sont ses seules parties connexes.
Le concept d'espace de Stone et ses propriétés de base ont été découverts et étudiés par Marshall Stone en 1936,.

## Définition
Un espace de Stone est un espace compact totalement discontinu.

## Exemples
- Tout espace fini discret est de Stone.
- L'espace de Cantor {\displaystyle \{0,1\}^{\mathbb {N} }}est l'espace de Stone d'une algèbre de Boole (qui est dénombrable et sans atome).
- Plus généralement, on peut prendre n'importe quel cardinal au lieu de celui de {\displaystyle \mathbb {N} }. Autrement dit, pour tout cardinal κ, l'espace de Cantor généralisé {0, 1}κ est l'espace de Stone de l'algèbre de Boole libre (en) à κ générateurs.
- L'espace {\displaystyle \mathbb {Z} _{p}} des entiers {\displaystyle p}-adiques, où {\displaystyle p} est un nombre premier, est un espace de Stone.
- Un groupe compact est profini si et seulement si c'est un espace de Stone.

## Théorème de représentation de Stone pour les algèbres de Boole
Comme c'est le cas pour tout espace topologique, l'algèbre des ouverts-fermés d'un espace de Stone est une algèbre de Boole. Inversement, le théorème de représentation de Stone pour les algèbres de Boole établit que toute algèbre de Boole est isomorphe à l'algèbre des ouverts-fermés d'un espace de Stone. Ceci établit une équivalence entre la catégorie des algèbres de Boole et la catégorie des espaces de Stone, qui est un cas particulier de dualité de Stone (en).

## Propriétés
- L'espace de Stone d'une algèbre de Boole est métrisable si et seulement si l'algèbre de Boole est dénombrable.
- Une algèbre de Boole est complète si et seulement si son espace de Stone est extrêmement discontinu (c'est-à-dire si l'adhérence de tout ouvert de l'espace est ouverte).
- Un espace topologique est un espace de Stone si et seulement si c'est une limite projective d'un système projectif d'espaces finis discrets[3].

## Mathématiques condensées
La catégorie des espaces de Stone est équivalente à la catégorie des pro-objets (en) de la catégorie des ensembles finis, ce qui explique l'appellation "espaces profinis". Ces espaces sont au centre du projet de mathématiques condensées (en), qui cherche à remplacer un espace topologique X par le foncteur qui à un espace profini S associe l'ensemble des applications continues de S dans X .